# WD 1145+017 b
WD 1145+017 b هو كوكب خارج المجموعة الشمسية مؤكد، من المُرجح أن يكون كوكب صخري يقع على بعد 570 سنة ضوئية (170 فخ) من الأرض حول قزم أبيض في كوكبة العذراء يطلق علية WD 1145+017 أكتشف الكوكب عام 2015 من قبل مسبار كيبلر الفضائي التابع لوكالة ناسا في مهمة "الضوء الثاني".

## خصائص
WD 1145+017 b كوكب دون-أرضي كتلتة ونصف قطرة أصغر من الأرض. ومن المرجح أن تكون درجة حرارة سطحة نحو 4000 كلفن (3,730 درجة مئوية، 6,740 درجة فهرنهايت) استنادا إلى قربة الشديد من نجمة. تستغرق فترة الكوكب المدارية حول النجم المضيف 0.1875 يوماً وهي واحدة من أقصر الفترات المدارية المعروفة حتى الآن لكوكب خارج المجموعة الشمسية .نصف قطر مدار WD 1145+017 b حوالي 0.005 وحدة فلكية . كوكب WD 1145+017 b يتخير حاليا من قبل نجمة بسبب قربة الشديد منه.

## ملحوظة
1. ↑  الوقت الذي يستغرقة القزم الأبيض لكي يبرد  وليس العمر الحقيقي.